# 大阪产业大学短期大学部
大阪产业大学短期大学部（日语：／ Osaka Sangyō Daigaku Tanki Daigakubu *），简称産短（さんたん），是過去一所位于日本大阪府大东市的私立短期大学，於2017年停辦。

## 概要
- 学校最早可以追溯到1928年[1]。大阪交通短期大学为于1950年开办、由学校法人大阪交通学园经营[1]。于1966年短期大学再成立并同时设置自动车工业科[注 3][1]、由学校法人大阪产业大学经营、招生到2013年[2]。

## 历史
- 1950年 大阪交通短期大学（日语：／ Osaka Kōtsū Tankidaigaku *）成立并同时设置运输科第二部[1]在大阪府大阪市城东区。
- 1951年 经营主体变更为学校法人大阪交通学园[1]。
- 1962年 自动车工业科[注 4][1]。
- 1963年 交通经营科、机械科第一部・第二部各自成立[1]。
- 1964年 大阪交通短期大学招生最后[1]。
- 1966年 大阪产业大学短期大学部并同时设置自动车工业科[注 3][1]。
- 1966年 大阪交通短期大学停办[1]。
- 2007年 自动车工业科[注 3]变更为自动车工学科[注 5][1]。
- 2013年 大阪产业大学短期大学部招生最后[2]。
- 2017年 停辦。

## 学校环境
- 大东校区：大阪府大东市
- 城东校区[注 6]：大阪府大阪市城东区

## 历任校长

### 大阪交通短期大学
- 大槻信治：第一代短期大学校长

### 大阪产业大学短期大学部
- 横山武人：第一代短期大学校长
- 本山美彦：现在短期大学校长[2]

## 組織

### 学科
- 自动车工学科[注 5]

### 前学科
- 运输科第二部[注 1]
- 自动车工业科[注 3][注 2]
  - 第一部[注 2]
  - 第二部[注 1]
- 交通经营科[注 1]
- 机械科[注 1]
  - 第一部[注 1]
  - 第二部[注 1]